# (3065) Sarahill
(3065) Sarahill (1984 CV; 1951 YW1; 1955 US1; 1975 EK2; 1980 JV; 1982 TM2) ist ein ungefähr 14 Kilometer großer Asteroid des mittleren Hauptgürtels, der am 8. Februar 1984 vom US-amerikanischen Astronomen Edward L. G. Bowell am Lowell-Observatorium, Anderson Mesa Station (Anderson Mesa) in der Nähe von Flagstaff, Arizona (IAU-Code 688) entdeckt wurde.

## Benennung
(3065) Sarahill wurde nach der Astronomin Sarah J. Hill benannt, die von 1952 bis 1974 Professor für Astronomie am Wellesley College und von 1952 bis 1971 Leiterin der dortigen Astronomieabteilung war. Der Name wurde vom Entdecker Edward L. G. Bowell nach einer Empfehlung von F. Vilas vorgeschlagen.